# 何毓璇
何毓璇（1937年—），美籍华人，生于中国上海市，实业家，企业教育家。

## 生平及业绩
- 祖籍浙江省诸暨市赵家镇花明泉村，
- 1949年随父母亲和兄妹诸位亲人人赴台湾，
- 1955年入读国立成功大学冶金工程专业，于1959年毕业，之后任职于shangtai.steel公司，助理工程师职称，
- 1961年6月到1962年12月任职于台湾裕隆汽车工业公司，负责机械制造工艺和零配件设计制造等，
- 1963年1月到1979年9月调美国标准石油公司（亦称美孚）旗下的埃克森石油公司(exxon公司)（今天的埃克森美孚）工作，负责中南亚市场及拉美洲市场的公司主管，
- 1979年10月到1983年2月任美国乙基石油公司国际部总经理一职，该公司现在的中文名为雅富顿，英文名字为：afton。
- 1983年3月在美国德克萨斯州的休斯顿市创立利时康石油集团公司，直至今日。

## 教坛事业
- 上个世纪的末期曾经兼任美国德州大学和美国休斯顿大学等高校的客座教授，讲授机械和企业管理等课程。
- 步入二十一世纪后他辞掉了在美国的任教生涯，来中国大陆高校来授课。
- 何毓璇任清华大学经济管理学院客座教授，北京航空航天大学经济管理学院客座教授，主讲MBA(工商管理)课程。

## 实业成就
- 目前何毓璇教授任美国利时康石油集团公司董事长，首席执行官，
- 利时康石油集团公司已经在多个国家和地区有业务，
- 在中国大陆主要有天津利国工贸有限公司，利时康天津机械有限公司，利时康北京工贸有限公司等多家企业。

## 荣誉
- 2003年被母校位于台湾台南的国立成功大学授予杰出校友荣誉奖。

## 家人
其父是中华民国中将何竞武，其兄乃美籍华人数学家、控制理论专家何毓琦。